# Phlyctaenogastra rangei
Phlyctaenogastra rangei is een vlinder uit de familie spinneruilen (Erebidae), onderfamilie beervlinders (Arctiinae). De wetenschappelijke naam van de soort is voor het eerst geldig gepubliceerd in 1915 door Gaede.
Deze nachtvlinder komt voor in tropisch Afrika.